# 낸시 드류 (영화)
《낸시 드류》(영어: Nancy Drew 낸시 드루[*])는 미국에서 제작된 앤드루 플레밍 감독의 2007년 미스터리 코미디 영화이다. 제목에 명시된 낸시 드루을 내세운 추리 소설 시리즈에 느슨하게 기초하였다. 에마 로버츠가 주인공 낸시 드루 역으로 출연하였고, 제리 와인트라우브 등이 제작에 참여하였다.

## 줄거리
아마추어 10대 탐정 낸시 드루는 아버지의 로스앤젤레스 출장에 동행했다가 오랫동안 미제로 남아 있던 한 할리우드 스타의 의문사를 해결할 실마리를 찾는다.

## 출연진
- 에마 로버츠
- 조시 플리터
- 맥스 테리옷
- 레이철 리 쿡
- 테이트 도너번
- 마셜 벨
- 로라 해링
- 배리 보스트윅
- 대니엘라 모네이
- 캐럴라인 에런
- 팻 캐럴
- 에이미 브루크너
- 케이 패너베이커
- 애덤 골드버그
- 크리스 커탠 (크레디트 미기재)
- 브루스 윌리스 (크레디트 미기재)
- 린지 슬론 (크레디트 미기재)
- 에디 제미슨 (크레디트 미기재)
- 게라인트 윈 데이비스
- 아미, 유미

## 기타 제작진
- 공동 제작: 셰릴랜 마틴
- 배역: 팸 딕슨
- 미술: 토니 패닝
- 의상: 제프리 컬런드